# Japanse aardschildpad
De Japanse aardschildpad (Geoemyda japonica) is een schildpad uit de familie Geoemydidae. De soort werd lange tijd als ondersoort van Spenglers aardschildpad (Geoemyda spengleri) beschouwd. De soort werd voor het eerst wetenschappelijk beschreven door Tsang How Fan in 1931. Oorspronkelijk werd de wetenschappelijke naam Geoemyda spengleri japonica gebruikt. 

## Uiterlijke kenmerken
Het rugschild wordt ongeveer 16 centimeter lang en heeft drie kielen in de lengte van het schild. Hiervan is de kiel op het midden het grootst en valt duidelijk op. Het rugschild is wat langwerpig en plat van vorm en oranjerood tot donkerbruin van kleur. Het schild heeft uit-stekende hoornplaten aan de achterzijde die het schild doen denken aan een blad. Het buikschild is zeer donkerbruin tot zwart van kleur met lichtere randen. De kop en nek zijn geel tot roodbruin van kleur met onregelmatige strepen op vlekjes. De dijen hebben kleine uitsteekseltjes bij de staart.

## Verspreiding en habitat
De Japanse aardschildpad is endemisch in Japan, meer specifiek de Okinawa-eilanden, die deel uitmaken van de Riukiu-eilanden. De habitat bestaat uit de bodem van secundaire bossen, vaak bij kleine stroompjes. De schildpad is omnivoor, op het menu staan planten ongewervelden als regenwormen, insecten en slakken.